# Червоноалтайська сільська рада
Черво́ноалта́йська сільська рада (рос. Красноалтайский сельский совет) — сільське поселення у складі Поспєлихинського району Алтайського краю Росії. Адміністративний центр — селище Факел Соціалізма.

## Населення
Населення — 958 осіб (2019; 962 в 2010, 1032 у 2002).

## Склад
До складу сільської ради входять:
| Населений пункт          | Населення, осіб (2002) | Населення, осіб (2010) |
| ------------------------ | ---------------------- | ---------------------- |
| Вавілонський, селище     | 415                    | 398                    |
| Факел Соціалізма, селище | 617                    | 564                    |